# Olimpíada Internacional de Matemática

Logo da Olimpíada Internacional de Matemática.

A Olimpíada Internacional de Matemática (IMO) é uma olimpíada de matemática que ocorre anualmente e é destinada a alunos do ensino médio. Ela é a mais antiga das Olimpíadas Internacionais de Ciências.
Ela foi sediada pela primeira vez em 1959 na Romênia e foi realizada anualmente desde então, com exceção de 1980. Atualmente aproximadamente 100 países mandam seus times compostos de até seis competidores. Os participantes têm que ter menos de 20 anos e não podem estar cursando qualquer universidade.

## Formato

### Provas
A prova consiste de 6 problemas matemáticos, sendo que cada um vale 7 pontos. O exame é realizado em dois dias consecutivos e os competidores dispõem de quatro horas em meia para resolver três problemas em cada um dos dias. Os problemas podem ser de qualquer área da matemática do ensino médio, que inclui geometria, teoria dos números, álgebra e análise combinatória. A resolução dos problemas não exige conhecimento de matemática avançada, necessitando porém de grande inteligência e habilidades matemáticas.
Todos países participantes, com exceção do país sede, podem submeter problemas para um Comitê de Seleção de Problemas, que se encarregará de reduzir os problemas submetidos a uma lista. Os líderes de equipe chegam no evento com alguns dias de antecedência e formam um júri, que é responsável por todas as decisões relacionadas ao evento, incluindo a seleção dos 6 problemas da prova. Como os líderes já conhecem os problemas da prova com antecedência, eles são mantidos separados dos competidores até o término do segundo dia de provas.

### Premiação
Os estudantes são classificados conforme suas pontuações. O número de alunos premiados é o mais próximo possível, porém sem ultrapassar, de metade dos participantes. As medalhas de ouro, prata e bronze são distribuídas entre os premiados em uma proporção aproximada de 1:2:3, respectivamente. Os participantes que não ganharem medalha mas atingirem 7 pontos em um problema são premiados com uma menção honrosa.
Prêmios especiais podem ser dados a soluções de grande elegância ou envolvendo boas generalizações de um problema.

## Datas e sedes
- A 51a IMO[2] foi sediada em Astana, Cazaquistão, de 2 a 15 de Julho de 2010.[3]
- A 52a IMO[4] foi sediada em Amsterdam, Holanda, de 13 a 24 de Julho de 2011.[5]
- A 53a IMO[6] foi sediada em Mar del Plata, Argentina, de 4 a 16 de Julho de 2012.
- A 54a IMO foi em Santa Marta, Colômbia, de 18 a 28 de Julho de 2013.[7]
- A 55a IMO foi na África do Sul, de 3 a 13 de Julho de 2014.
- A 56a IMO foi na Tailândia, de 4 a 16 de Julho de 2015.
- A 57a IMO foi em Hong Kong, de 6 a 16 de Julho de 2016.
- A 58a IMO foi em Rio de Janeiro, Brasil, de 12 a 23 de Julho de 2017.
- A 59a IMO foi em Cluj-Napoca, Romênia, de 4 a 16 de Julho de 2018.
- A 60a IMO foi em Bath, Reino Unido, de 11 a 22 de Julho de 2019.
- A 61a IMO (virtual)[8] foi sediada em São Petersburgo, Rússia, de 16 a 26 de Setembro de 2020.
- A 62a IMO (virtual)[9] foi sediada em São Petersburgo, Rússia, de 14 a 24 de Julho de 2021.
- A 63a IMO foi em Oslo, Noruega, de 6 a 16 de Julho de 2022.
- A 64a IMO foi em Chiba, Japão, de 2 a 13 de Julho de 2023.
- A 65a IMO foi em Bath, Reino Unido, de 11 a 22 de Julho de 2024.[10][11][nota 1]
- A 66a IMO será em Sunshine Coast, Austrália, de 10 a 20 de Julho de 2025.[13][14]
- A 67a IMO será em Xangai, China, de 10 a 20 de Julho de 2026 (datas previstas).[15]
- A 68a IMO será na Hungria, em 2027.[16]
- A 69a IMO será na Arábia Saudita, em 2028.[17]

## Portugal na IMO
Portugal conquistou a "melhor pontuação de sempre" nas Olimpíadas Internacionais de Matemática em 2013 na Colômbia, com 111 pontos. Uma medalha de ouro, quatro de bronze e uma menção honrosa são os resultados que colocaram o país em 36.º lugar na classificação por países, num total de 97.
Miguel Moreira, aluno do 11.º ano na Escola Secundária Rainha D. Amélia, em Lisboa, conquistou uma medalha de ouro. Quatro elementos da equipa portuguesa – Miguel Santos (da secundária de Alcanena, 12.º ano), Francisco Andrade (da secundária do Padrão da Légua, 10.º ano), Luís Duarte (da secundária de Alcains, 12.º ano) e David Martins (da secundária de Mirandela, 11.º ano) – conquistaram medalhas de bronze e Nuno Santos, um dos mais jovens do grupo, foi distinguido com uma menção honrosa, na competição que envolveu 528 participantes.

## Brasil na IMO
O Brasil iniciou sua participação na IMO em 1979 e desde então vem obtendo resultados cada vez mais expressivos, o que fez com que ele fosse chamado para participar da Romanian Master in Mathematics, em 2010, onde só os vinte melhores países da competição anterior participam. Até o ano de 2024, o Brasil acumulava 15 medalhas de ouro, 58 de prata, 91 de bronze e 35 menções honrosas.
Abaixo, o desempenho do Brasil nas últimas 12 edições:
| Desempenho do Brasil na Olimpíada Internacional de Matemática | Desempenho do Brasil na Olimpíada Internacional de Matemática | Desempenho do Brasil na Olimpíada Internacional de Matemática | Desempenho do Brasil na Olimpíada Internacional de Matemática | Desempenho do Brasil na Olimpíada Internacional de Matemática | Desempenho do Brasil na Olimpíada Internacional de Matemática | Desempenho do Brasil na Olimpíada Internacional de Matemática | Desempenho do Brasil na Olimpíada Internacional de Matemática | Desempenho do Brasil na Olimpíada Internacional de Matemática | Desempenho do Brasil na Olimpíada Internacional de Matemática | Desempenho do Brasil na Olimpíada Internacional de Matemática | Desempenho do Brasil na Olimpíada Internacional de Matemática | Desempenho do Brasil na Olimpíada Internacional de Matemática | Desempenho do Brasil na Olimpíada Internacional de Matemática | Desempenho do Brasil na Olimpíada Internacional de Matemática |
| Ano                                                           | Posição                                                       | Medalhas                                                      | Medalhas                                                      | Medalhas                                                      | Medalhas                                                      | Medalhas                                                      | Pontuação por problema                                        | Pontuação por problema                                        | Pontuação por problema                                        | Pontuação por problema                                        | Pontuação por problema                                        | Pontuação por problema                                        | PT                                                            | Part.                                                         |
| Ano                                                           | Posição                                                       | Medalha de ouro                                               | Medalha de prata                                              | Medalha de bronze                                             | Menção                                                        |                                                               | P1                                                            | P2                                                            | P3                                                            | P4                                                            | P5                                                            | P6                                                            | PT                                                            | Part.                                                         |
| ------------------------------------------------------------- | ------------------------------------------------------------- | ------------------------------------------------------------- | ------------------------------------------------------------- | ------------------------------------------------------------- | ------------------------------------------------------------- | ------------------------------------------------------------- | ------------------------------------------------------------- | ------------------------------------------------------------- | ------------------------------------------------------------- | ------------------------------------------------------------- | ------------------------------------------------------------- | ------------------------------------------------------------- | ------------------------------------------------------------- | ------------------------------------------------------------- |
| 2013                                                          | 28                                                            | 0                                                             | 3                                                             | 1                                                             | 2                                                             | 6                                                             | 30                                                            | 20                                                            | 0                                                             | 42                                                            | 31                                                            | 1                                                             | 124                                                           | 6                                                             |
| 2014                                                          | 34                                                            | 0                                                             | 3                                                             | 2                                                             | 1                                                             | 6                                                             | 41                                                            | 24                                                            | 1                                                             | 42                                                            | 11                                                            | 3                                                             | 122                                                           | 6                                                             |
| 2015                                                          | 22                                                            | 0                                                             | 3                                                             | 3                                                             | 0                                                             | 6                                                             | 38                                                            | 7                                                             | 5                                                             | 42                                                            | 14                                                            | 3                                                             | 109                                                           | 6                                                             |
| 2016                                                          | 15                                                            | 0                                                             | 5                                                             | 1                                                             | 0                                                             | 6                                                             | 42                                                            | 25                                                            | 0                                                             | 42                                                            | 16                                                            | 13                                                            | 138                                                           | 6                                                             |
| 2017                                                          | 37                                                            | 0                                                             | 2                                                             | 1                                                             | 3                                                             | 6                                                             | 40                                                            | 17                                                            | 0                                                             | 37                                                            | 6                                                             | 1                                                             | 101                                                           | 6                                                             |
| 2018                                                          | 28                                                            | 1                                                             | 0                                                             | 4                                                             | 1                                                             | 6                                                             | 35                                                            | 30                                                            | 1                                                             | 42                                                            | 13                                                            | 11                                                            | 132                                                           | 6                                                             |
| 2019                                                          | 29                                                            | 0                                                             | 2                                                             | 4                                                             | 0                                                             | 6                                                             | 42                                                            | 21                                                            | 1                                                             | 41                                                            | 30                                                            | 0                                                             | 135                                                           | 6                                                             |
| 2020                                                          | 10                                                            | 1                                                             | 5                                                             | 0                                                             | 0                                                             | 6                                                             | 42                                                            | 28                                                            | 12                                                            | 37                                                            | 42                                                            | 4                                                             | 165                                                           | 6                                                             |
| 2021                                                          | 35                                                            | 0                                                             | 2                                                             | 3                                                             | 1                                                             | 6                                                             | 42                                                            | 0                                                             | 3                                                             | 30                                                            | 21                                                            | 0                                                             | 96                                                            | 6                                                             |
| 2022                                                          | 19                                                            | 2                                                             | 1                                                             | 2                                                             | 1                                                             | 6                                                             | 42                                                            | 36                                                            | 10                                                            | 42                                                            | 38                                                            | 5                                                             | 173                                                           | 6                                                             |
| 2023                                                          | 16                                                            | 1                                                             | 2                                                             | 3                                                             | 0                                                             | 6                                                             | 42                                                            | 38                                                            | 8                                                             | 42                                                            | 49                                                            | 2                                                             | 161                                                           | 6                                                             |
| 2024                                                          | 20                                                            | 1                                                             | 3                                                             | 2                                                             | 0                                                             | 6                                                             | 36                                                            | 42                                                            | 3                                                             | 38                                                            | 10                                                            | 5                                                             | 134                                                           | 6                                                             |
| Total                                                         |                                                               | 15                                                            | 58                                                            | 91                                                            | 35                                                            | 199                                                           | 1268                                                          | 827                                                           | 246                                                           | 1212                                                          | 792                                                           | 209                                                           | 4534                                                          | 269                                                           |

### Seleção
O método de seleção para a IMO varia de país para país. No Brasil a seleção para a IMO é feita a partir da Olimpíada Brasileira de Matemática.
Deste processo de seleção participam todos os alunos premiados com medalhas de ouro, prata, bronze e menções honrosas na OBM do ano imediatamente anterior ao processo de seleção. Esses alunos podem pedir para serem incluídos no processo de seleção para outras olimpíadas além da IMO, como a Olimpíada Iberoamericana, Olimpíada do Cone Sul e Olimpíada de Matemática da Comunidade dos Países de Língua Portuguesa.
Os premiados na edição anterior da Olimpíada Brasileira de Matemática, dos níveis 2 e 3, podem participar das seletivas. Vale lembrar que, para o nível 2, apenas os premiados com medalha de bronze, prata ou ouro participam. Esse requisito era mais restrito anteriormente a 2024, no qual apenas os medalhistas de ouro do nível 2 poderiam participar.
Caberá à comissão de olimpíadas decidir se aceita o pedido ou não.
O processo de seleção é feito da seguinte forma no Brasil:
1) A comissão encarregada da seleção das equipes que representarão o Brasil nas competições internacionais (CES) deve elaborar rankings com a classificação e pontuação de todos os alunos participantes do processo em cada um dos seguintes eventos:
i) Resultado na OBM;
ii) Provas de seleção;
iii) Listas de treinamento.
2) Finalmente a CES envia esses dados com uma sugestão de equipe para apreciação pela Comissão de Olimpíadas, que pode aprová-la ou sugerir as modificações que considerar adequadas. Caso CES e Comissão de Olimpíadas não entrem em acordo, a Comissão de Olimpíadas tem a última palavra.
3) A CES e a Comissão de Olimpíadas podem, se julgarem conveniente, levar em consideração os resultados dos estudantes em olimpíadas anteriores ou em provas de seleção e listas de preparação para outras olimpíadas.
4) Assim, como na OBM, não haverá revisão de notas em ii e iii.

### Delegações Brasileiras
As delegações brasileiras do atual e dos últimos três anos foram:
- 2024 (Bath, Reino Unido)[20][21]
  - Ouro: Felipe Makoto Shimamura Silva (São Paulo, SP)
  - Prata: João Pedro Bandeira Lemos (PE)
  - Prata: Pedro Henrique de Almeida Ursino (CE)
  - Prata: Marco Aurélio Nogueira D'Emidio (SP)
  - Bronze: Matheus Alencar de Moraes (Fortaleza, CE)
  - Bronze: Levi Magalhães Pereira Castello Branco (CE)
- 2023 (Chiba, Japão)[22]
  - Ouro: Matheus Alencar de Moraes (Fortaleza, CE)
  - Prata: Rodrigo Salgado Domingos Porto (Rio de Janeiro, RJ)
  - Prata: Leonardo Henrique Fakhreddine Maldonado (Sorocaba, SP)
  - Bronze: Luís Felipe Pestana Giglio (Niterói, RJ)
  - Bronze: Eduardo Henrique Rodrigues do Nascimento (Goiânia, GO)
  - Bronze: Felipe Makoto Shimamura Silva (São Paulo, SP)
- 2022 (Oslo, Noruega)[23]
  - Ouro: Olavo Paschoal Longo (São Paulo, SP)
  - Ouro: Marcelo Machado Lage (Belo Horizonte, MG)
  - Prata: Rodrigo Salgado Domingos Porto (Rio de Janeiro, RJ)
  - Bronze: Eduardo Henrique Rodrigues do Nascimento (Goiânia, GO)
  - Bronze: Gabriel Cruz Vitale Torkomian (São Paulo, SP)
  - Menção Honrosa: João Pedro Ramos Viana Costa (Fortaleza, CE)
- 2021 (Virtual, administrada em São Petersburgo, Rússia)[24]
  - Prata: Marcelo Machado Lage (Belo Horizonte, MG)
  - Prata: Olavo Paschoal Longo (São Paulo, SP)
  - Bronze: Gabriel Ribeiro Paiva (Fortaleza, CE)
  - Bronze: Pablo Andrade Carvalho Barros (Teresina, PI)
  - Bronze: Gustavo Neves da Cruz (Belo Horizonte, MG)
  - Menção Honrosa: Pedro de Oliveira Lengruber Lack (Nova Friburgo, RJ)

## Campeões

### Por país
| País            | Campeão | Vice | Terceiro                                                                           | Quarto                                                           |
| --------------- | --- | --- | ---------------------------------------------------------------------------------- | ---------------------------------------------------------------- |
| China           | 24 (1989, 1990, 1992, 1993, 1995, 1997, 1999, 2000, 2001, 2002, 2004, 2005, 2006, 2008, 2009, 2010, 2011, 2013, 2014, 2019, 2020, 2021, 2022 e 2023) | 9 (1988, 1991, 1994, 2003, 2007, 2012, 2015, 2017 e 2024)                                                 | 2 (2016 e 2018)                                                                    | 1 (1986)                                                         |
| Rússia          | 14 (1963, 1964, 1965, 1966, 1967, 1972, 1973, 1974, 1976, 1979, 1984, 1988, 1991 e 2007)                                                             | 17 (1962, 1968, 1971, 1977, 1982, 1986, 1990, 1999, 2000, 2001, 2002, 2006, 2008, 2010, 2018, 2020, 2021) | 9 (1969, 1970, 1987, 1989, 1994, 1995, 2004, 2005 e 2009)                          | 10 (1975, 1983, 1992, 1993, 1996, 1997, 2011, 2012, 2013 e 2014) |
| Estados Unidos  | 9 (1977, 1981, 1986, 1994, 2015, 2016, 2018, 2019 e 2024)                                                                                            | 11 (1974, 1978, 1983, 1985, 1992, 1996, 2004, 2005, 2011, 2014 e 2023)                                    | 13 (1975, 1976, 1990, 2000, 2001, 2002, 2003, 2008, 2010, 2012, 2013, 2020 e 2022) | 4 (1982, 1998, 2017 e 2021)                                      |
| Hungria         | 6 (1961, 1962, 1969, 1970, 1971 e 1975) | 9 (1959, 1960, 1963, 1964, 1965, 1966, 1972, 1973 e 1997)                                                 | 8 (1967, 1968, 1974, 1977, 1983, 1985, 1996 e 1998)                                | 1 (1984)                                                         |
| Romênia         | 5 (1959, 1978, 1985, 1987 e 1996) | 3 (1979, 1989 e 1995)                                                                                     | 10 (1960, 1961, 1962, 1963, 1964, 1965, 1984, 1988, 1991 e 1992)                   | 5 (1969, 1972, 1990, 1999 e 2023)                                |
| Alemanha        | 3 (1968, 1982 e 1983) | 7 (1967, 1969, 1970, 1975, 1981, 1987 e 1993)                                                             | 7 (1966, 1971, 1972, 1973, 1979, 1982 e 1986)                                      | 6 (1974, 1987, 1988, 1989, 1991 e 2006)                          |
| Coreia do Sul   | 2 (2012 e 2017) | 3 (2013, 2016 e 2022)                                                                                     | 6 (2006, 2007, 2015, 2019, 2021, 2023 e 2024)                                      | 4 (2000, 2008, 2009 e 2020)                                      |
| Bulgária        | 1 (2003) | 2 (1984 e 1998)                                                                                           | 1 (1993)                                                                           | 7 (1959, 1960, 1976, 1985, 1994, 2001 e 2002)                    |
| Tchéquia        | 1 (1960) | - | 1 (1959)                                                                           | 2 (1961 e 1962)                                                  |
| Irã             | 1 (1998) | - | 1 (1997)                                                                           | 1 (2005)                                                         |
| Inglaterra      | - | 1 (1976)                                                                                                  | 2 (1978 e 1981)                                                                    | 3 (1967, 1968 e 1979)                                            |
| Polónia         | - | 1 (1961)                                                                                                  | -                                                                                  | 5 (1964, 1965, 1966, 1971 e 1973)                                |
| Japão           | - | 1 (2009)                                                                                                  | -                                                                                  | -                                                                |
| Vietnã          | - | - | 2 (1999 e 2017)                                                                    | 6 (1978, 1995, 2003, 2004, 2007 e 2022)                          |
| Singapura       | - | - | 1 (2011)                                                                           | 1 (2016)                                                         |
| Taiwan          | - | - | 1 (2014)                                                                           | -                                                                |
| Coreia do Norte | - | - | -                                                                                  | 2 (2015 e 2019)                                                  |
| Sérvia          | - | - | -                                                                                  | 2 (1963 e 1970)                                                  |
| Índia           | - | - | -                                                                                  | 1 (2024)                                                         |
| Ucrânia         | - | - | -                                                                                  | 1 (2018)                                                         |
| Cazaquistão     | - | - | -                                                                                  | 1 (2010)                                                         |
| Áustria         | - | - | -                                                                                  | 1 (1981)                                                         |
| Holanda         | - | - | -                                                                                  | 1 (1977)                                                         |

### Por continente
| Continente | Títulos | Vices | 3º lugar | 4º lugar |
| ---------- | --- | --- | --- | --- |
| Europa     | 30 (1959, 1960, 1961, 1962, 1963, 1964, 1965, 1966, 1967, 1968, 1969, 1970, 1971, 1972, 1973, 1974, 1975, 1976, 1978, 1979, 1982, 1983, 1984, 1985, 1987, 1988, 1991, 1996, 2003 e 2007) | 39 (1959, 1960, 1961, 1962, 1963, 1964, 1965, 1966, 1967, 1968, 1969, 1970, 1971, 1972, 1973, 1975, 1976, 1977, 1979, 1981, 1982, 1984, 1986, 1987, 1989, 1990, 1993, 1995, 1997, 1998, 1999, 2000, 2001, 2002, 2006, 2008, 2010, 2020 e 2021) | 38 (1959, 1960, 1961, 1962, 1963, 1964, 1965, 1966, 1967, 1968, 1969, 1970, 1971, 1972, 1973, 1974, 1977, 1978, 1979, 1981, 1982, 1983, 1984, 1985, 1986, 1987, 1988, 1989, 1991, 1992, 1993, 1994, 1995, 1996, 1998, 2004, 2005, 2009 e 2018) | 44 (1959, 1960, 1961, 1962, 1963, 1964, 1965, 1966, 1967, 1968, 1969, 1970, 1971, 1972, 1973, 1974, 1975, 1976, 1977, 1979, 1981, 1983, 1984, 1985, 1987, 1988, 1989, 1990, 1991, 1992, 1993, 1994, 1996, 1997, 1999, 2001, 2002, 2006, 2011, 2012, 2013, 2014, 2018 e 2023) |
| Ásia       | 27 (1989, 1990, 1992, 1993, 1995, 1997, 1998, 1999, 2000, 2001, 2002, 2004, 2005, 2006, 2008, 2009, 2010, 2011, 2012, 2013, 2014, 2017, 2019, 2020, 2021, 2022 e 2023)                   | 13 (1988, 1991, 1994, 2003, 2007, 2009, 2012, 2013, 2015, 2016, 2017, 2022 e 2024) | 10 (1997, 1999, 2006, 2007, 2011, 2014, 2015, 2016, 2017 e 2018, 2019, 2021, 2023 e 2024) | 17 (1978, 1986, 1995, 2000, 2003, 2004, 2005, 2007, 2008, 2009, 2010, 2015, 2016, 2019, 2020, 2022 e 2024) |
| América    | 9 (1977, 1981, 1986, 1994, 2015, 2016 e 2018, 2019 e 2024) | 11 (1974, 1978, 1983, 1985, 1992, 1996, 2004, 2005, 2011, 2014 e 2023) | 11 (1975, 1976, 1990, 2000, 2001, 2002, 2003, 2008, 2010, 2012, 2013, 2020 e 2022) | 4 (1982, 1998, 2017 e 2021) |
| África     | - | - | - | - |
| Oceania    | - | - | - | - |

Notas
1. ↑  A sede original definida antes de 2022 para a 65ª IMO era a Ucrânia. Devido à invasão russa ao país em 2022, a sede foi definida como Bath, na Inglaterra, que já havia sediado a 60ª IMO, em 2019.[12]
2. ↑  Devido a problemas políticos, a IMO 1980 foi cancelada e dividida em dois pequenos torneios de caráter não-oficial.[25][26]
3. ↑  Os resultados como União Soviética e Comunidade dos Estados Independentes estão incluídos.
4. ↑  De acordo com https://www.imo-official.org/results.aspx, os Estados Unidos e a China compartilham o 1º lugar da IMO de 2019.
5. ↑   Os resultados como Alemanha Oriental estão incluídos.
6. ↑   Os resultados como Tchecoslováquia estão incluídos.
7. ↑  Os resultados como Iugoslávia estão incluídos.